# Коган, Лазарь Иосифович
Ла́зарь Ио́сифович Ко́ган (7 ноября 1889 — 3 марта 1939) — деятель ВЧК-ОГПУ-НКВД СССР, старший майор государственной безопасности (1935), Начальник ГУЛАГ ОГПУ (1930—1932). Заместитель начальника ГУЛАГ ОГПУ-НКВД (1932—1936). Арестован в 1938 году. Расстрелян в 1939 году. Реабилитирован посмертно в 1956 году.

## Биография
Родился в селе Еловка (или с. Яловка Нахвальской волости) Красноярского уезда Енисейской губернии в еврейской семье, отец торговал мехами, был купцом 1-й гильдии.
Активный участник революционного движения, анархо-коммунист. В 1908 году Киевским военно-окружным судом за участие в вооружённых ограблениях приговорён к смертной казни, заменённой вечной каторгой, которую отбывал в Елисаветградском и Херсонском централах.
Член РКП(б) с июля 1918 г.
Служил в РККА — комиссар батальона, начальник партийной школы.
В 1920 года — начальник Особого отдела (ОО) 9-й армии, начальник ОО при ЧК Терской области. Затем в ЧК-ГПУ на Северном Кавказе — начальник Новороссийской ЧК, с 1923 — заместитель начальника Дагестанской ЧК.
С 1926 года — помощник начальника Главного управления погранохраны и войск ОГПУ (ГУПО и В/ОГПУ) СССР.
В 1930 году — помощник начальника ОО ОГПУ.
В 1930—1932 годах — начальник УЛАГ ОГПУ, с 1932 — заместитель начальника ГУЛАГ НКВД СССР, начальник Беломорстроя, до августа 1936 — начальник строительства канала Москва-Волга.
26.8.1936 года уволен в запас
В 1936—1937 годах — заместитель народного комиссара лесной промышленности СССР.
4 августа 1933 года награждён орденом Ленина (№ 527) за активное участие в руководстве строительством Беломоро-Балтийского канала, орденом Красного Знамени. 
ЦИК СССР в 1935—1937 годах.
Арестован 31 января (по др. данным 26 декабря) 1938 года.  
Внесен в Сталинские расстрельные списки «Москва-центр» от 26 июля 1938 года по 1-й категории («за» Сталин, Молотов) и Список Л.Берии-А.Вышинского от 15 февраля 1939 г. по 1-й категории.
Приговорен к ВМН ВКВС СССР 2 марта 1939 года по обвинению в «участии в антисоветской к.-р. правотроцкистской организации в органах НКВД».
В ночь на 3 марта 1939 расстрелян по приговору Военной коллегии Верховного суда СССР.
Место захоронения — спецобъект НКВД «Коммунарка».
Реабилитирован посмертно ВКВС СССР 24 ноября 1956 году.
Назван А. И. Солженицыным одним из «главных подручных у Сталина и Ягоды, главных надсмотрщиков Беломора, шестерых наёмных убийц», виновных в гибели десятков тысяч жизней.